# Dương Phúc
Dương Phúc là một xã cũ thuộc huyện Thái Thụy, tỉnh Thái Bình, Việt Nam.
Tên của xã được ghép từ tên của hai xã cũ là Thụy Dương và Thụy Phúc.

## Địa lý
Xã Dương Phúc nằm ở phía bắc huyện Thái Thụy, có vị trí địa lý:
- Phía đông giáp xã Thụy Bình và xã Thụy Văn
- Phía tây giáp xã Thụy Dân
- Phía nam giáp xã Thụy Liên và xã Thụy Sơn
- Phía bắc giáp xã Thụy Hưng và xã Thụy Việt.

Xã Dương Phúc có diện tích 7,34 km², dân số năm 2019 là 8.184 người, mật độ dân số đạt 1.115 người/km².

## Lịch sử
Địa bàn xã Dương Phúc hiện nay trước đây vốn là hai xã Thụy Dương và Thụy Phúc thuộc huyện Thái Thụy.
Trước khi sáp nhập, xã Thụy Dương có diện tích 4,18 km², dân số là 5.003 người, mật độ dân số đạt 1.197 người/km². Xã Thụy Phúc có diện tích 3,16 km², dân số là 3.181 người, mật độ dân số đạt 1.007 người/km², có 3 thôn: Bái Thượng, Thuyền Đỗ, Ry Phúc.
Ngày 11 tháng 2 năm 2020, Ủy ban Thường vụ Quốc hội ban hành Nghị quyết số 892/NQ-UBTVQH14 về việc sắp xếp các đơn vị hành chính cấp xã thuộc tỉnh Thái Bình (nghị quyết có hiệu lực từ ngày 1 tháng 3 năm 2020). Theo đó, sáp nhập toàn bộ diện tích và dân số của hai xã Thụy Dương và Thụy Phúc thành xã Dương Phúc.